# AKG (công ty)

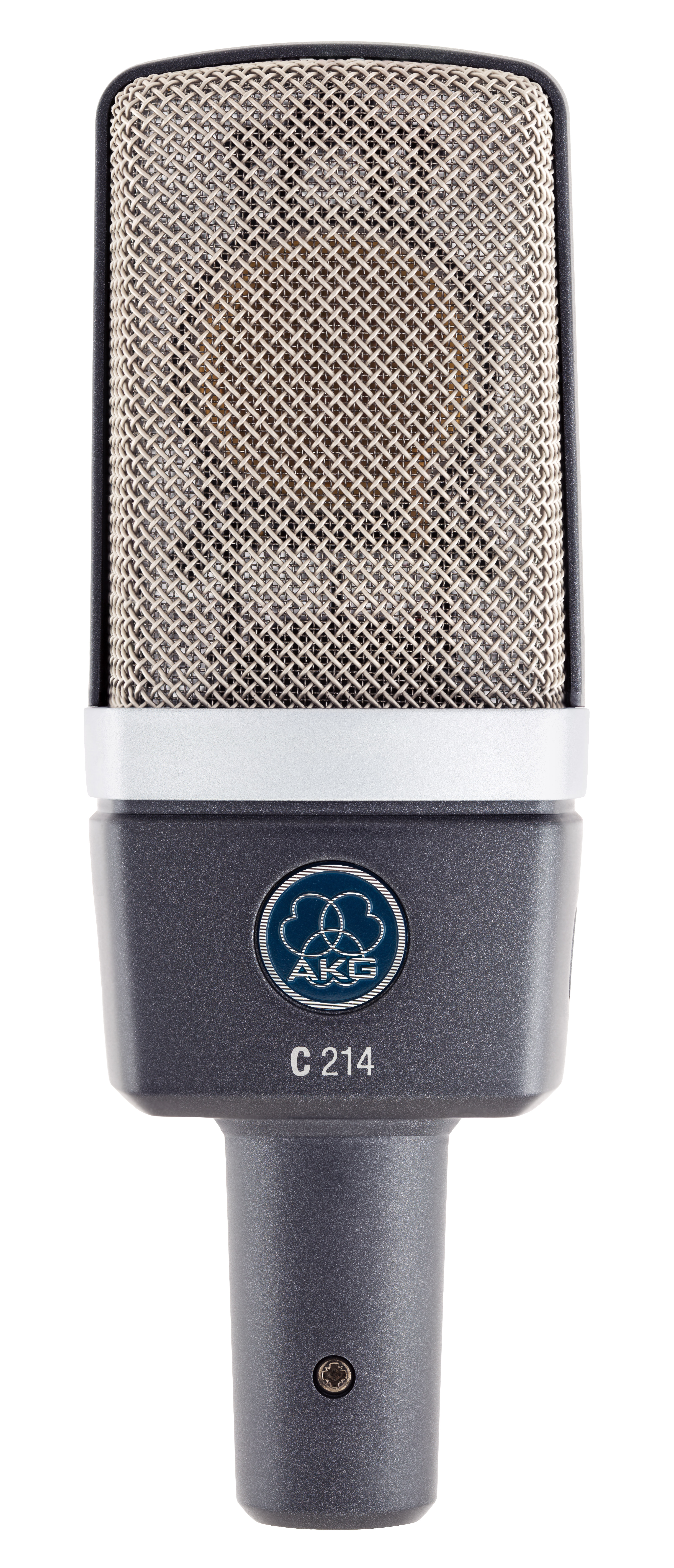
Micro ngưng tụ AKG C214

AKG Acoustics (ban đầu là Akustische und Kino-Geräte Gesellschaft m.b.H., tiếng Anh: Acoustic and Cinema Equipment; Thiết bị âm thanh và điện ảnh) là một công ty sản xuất và kỹ thuật âm học, được thành lập vào năm 1947 bởi Tiến sĩ Rudolf Görike và Ernest Plass tại Viên, Áo. Đây là một công ty con của Harman International Industries, một bộ phận của Samsung Electronics.
Các sản phẩm hiện được bán trên thị trường dưới thương hiệu AKG chủ yếu bao gồm micro, tai nghe, hệ thống âm thanh không dây và các phụ kiện liên quan cho thị trường tiêu dùng và chuyên nghiệp.

## Lịch sử
Công ty được hai người Viên: nhà vật lý Tiến sĩ Rudolf Görike và kỹ sư Ernst Pless thành lập tại Viên (Áo) vào năm 1947.
Ban đầu, hoạt động chính của công ty là cung cấp thiết bị kỹ thuật cho rạp chiếu phim: loa, máy chiếu phim và máy đo ánh sáng. Việc kinh doanh dần dần mở rộng và AKG bắt đầu bán còi xe, hệ thống liên lạc cửa, viên nang micrô carbon cho điện thoại, tai nghe và loa đệm. Micro AKG đầu tiên được sử dụng bởi các đài phát thanh, nhà hát, câu lạc bộ nhạc jazz và quán rượu.
Vào thời gian này, công ty đã phát triển những bằng sáng chế đầu tiên của mình, công nghệ cuộn dây di chuyển và nguyên lý màng tải trọng lớn, cho phép các sản phẩm của mình có dải tần số mở rộng.
Với việc tạo ra micro D12 vào năm 1953, AKG đã đạt được danh tiếng quốc tế, thiết lập tiêu chuẩn cho việc truyền giọng nói. Là micro cardioid năng động đầu tiên trên thế giới, nó sở hữu chất lượng âm thanh tuyệt vời vào thời điểm đó, tiến vào các đài phát thanh và phòng thu âm từ khắp nơi trên thế giới. Sản phẩm đã được cải tiến thông qua các bản nâng cấp tiếp theo, trải dài trên các micro C414 và C12 nổi tiếng của hãng.
Năm 1984, AKG trở thành một công ty đại chúng, được niêm yết trên sàn giao dịch chứng khoán Viên. Là một công ty blue chip, nó là một trong những cổ phiếu được giao dịch nhiều nhất.
Công ty được mua lại bởi công ty Mỹ Harman International Industries vào năm 1994. Đến thời điểm này, công ty con của AKG tại Hoa Kỳ đã được thành lập (tại Los Angeles năm 1985). AKG Acoustics USA, vẫn có trụ sở tại Thung lũng San Fernando, cũng có văn phòng khu vực cho Crown Audio, một công ty con khác của Harman Industries.
Năm 2010, công ty đã nhận được giải thưởng Grammy kỹ thuật uy tín.
Năm 2016, thông báo rằng các cơ sở của AKG Vienna (trụ sở, sản xuất và kỹ thuật) sẽ ngừng hoạt động vào năm 2017, với việc chuyển trụ sở thương hiệu sang California, Hoa Kỳ. Hầu hết các sản phẩm mang nhãn hiệu AKG hiện tại được sản xuất tại các cơ sở sản xuất ở nước ngoài của Harman.

## Mốc thời gian
- Năm 1945 - Tiến sĩ Rudolf Görike và Ernst Pless bắt đầu cung cấp thiết bị chiếu phim cho các rạp chiếu phim ở Viên sau chiến tranh.[11]
- 1949 - AKG được thành lập bởi Görike và Pless với tên Akustische und Kino-Geräte Gesellschaft mb H.[3]
- 1949 - AKG bắt đầu sản xuất tai nghe,[12] mẫu đầu tiên là K120 DYN.
- 1953 - giới thiệu micro cardioid động đầu tiên trên thế giới
- 1955 - thành lập một công ty con của Đức
- 1985 - thành lập một công ty con của Hoa Kỳ, có trụ sở tại Northridge, Los Angeles, California
- 1991 - sản xuất micro không dây đầu tiên, WMS100 và WMS900
- 1994 - trở thành một phần của Harman International Industries
- 2006 - sản xuất một phiên bản kỷ niệm 60 năm giới hạn của micro C414 LTD nổi tiếng.[13]
- 2010 - AKG Acoustics nhận giải Grammy cho công việc mà công ty đã thực hiện trong lĩnh vực thu âm. Dinesh Paliwal, Giám đốc điều hành hiện tại, đã nhận giải thay cho công ty.[14]
- 2010 - AKG tuyên bố hợp tác với Quincy Jones để sản xuất một dòng tai nghe đặc trưng với thiết kế cách điệu và trình điều khiển được sửa đổi.[15][16]
- 2012 - AKG tuyên bố hợp tác với tay đua đĩa Tiësto để bắt đầu sản xuất tai nghe dưới tên của Tiësto.[17][18]
- 2016 - Harman quyết định đóng cửa tất cả các cơ sở tại Viên vào năm 2017.
- 2017 - Harman được Samsung Electronics mua lại.
- 2017 - Trụ sở của thương hiệu AKG được chuyển đến California, Hoa Kỳ [1]

## Mic

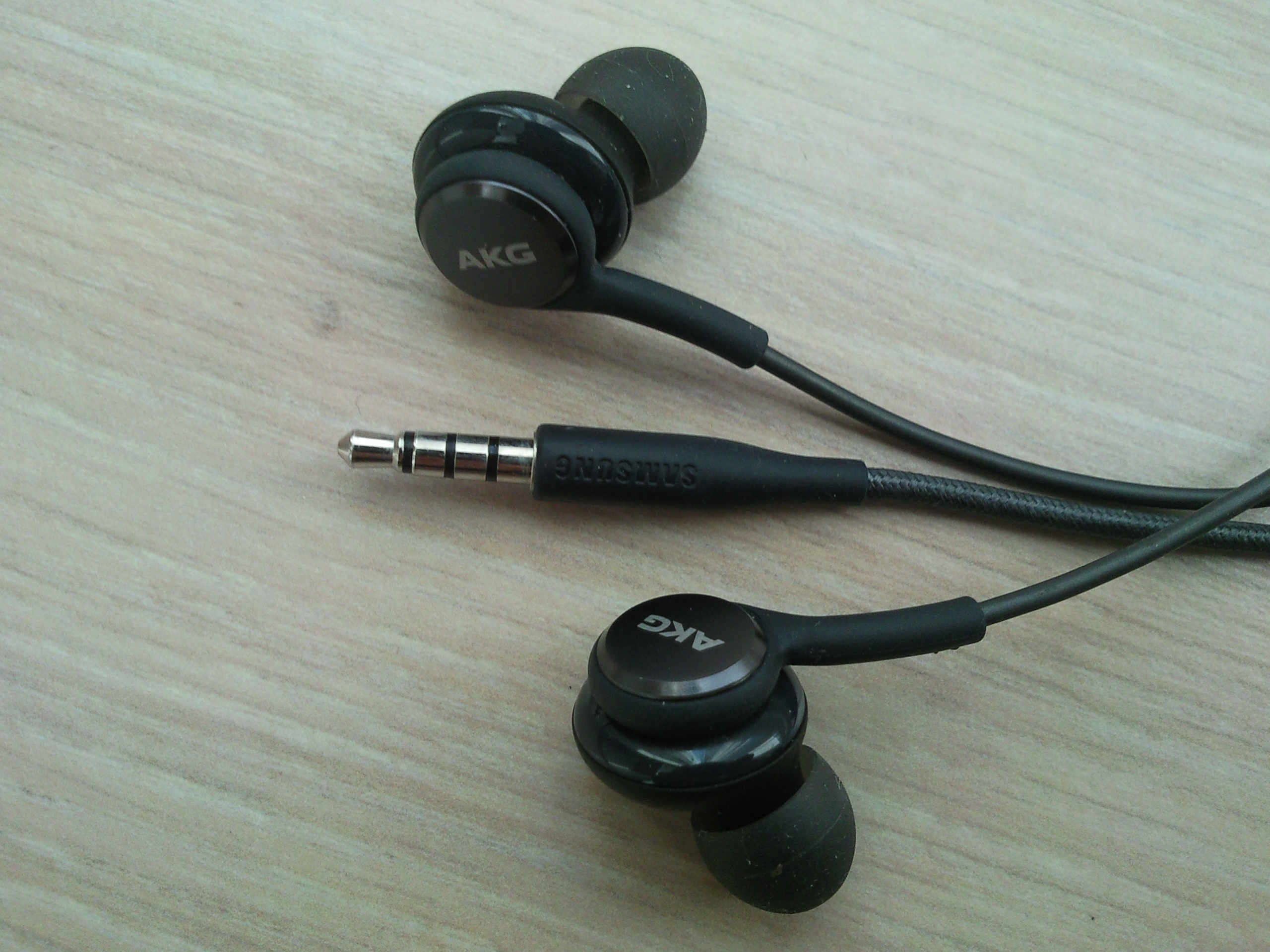
Tai nghe bó AKG Samsung

Một trong số những sản phẩm chuyên nghiệp đáng chú ý của AKG là C 12 đầu tiên (được giới thiệu vào năm 1953) và các phiên bản kế tiếp và thay thế của nó, bao gồm Telefunken Ela M 250 và M 251 (1960), micro stereo C 24, C 412 và hàng chục mô hình khác nhau mang ký hiệu "C 414" dưới nhiều hình thức khác nhau. Những chiếc micro này được trang bị viên nang màng lớn CK12 nổi tiếng được thiết kế bởi kỹ sư AKrad, AKrad. CK12 là một cột mốc quan trọng trong công nghệ đầu dò và là người đầu tiên cung cấp đáp ứng tần số và độ nhạy không đổi cho tất cả các mẫu cực (omni đến hình tám).
Micrô AKG đã được sử dụng để quay phim Cuộc phiêu lưu của Hans Hass ở Biển Đỏ và được lắp đặt trên trạm vũ trụ MIR. Chúng cũng được Dan Brown nhắc đến trong tiểu thuyết Mật mã Da Vinci và Deception Point.
Một số mẫu micro bao gồm:
- D12E - một micro cardioid động với mức tăng âm trầm trong khoảng từ 60 đến 120 Hz được sử dụng cho các nguồn có áp suất âm thanh cao và nội dung tần số thấp
- D130 - một micrô đa hướng thường được các phóng viên sử dụng
- D19c - mic cardioid động. Thường được Norman Smith và Geoff Emerick sử dụng làm trống trên các trống của Ringo Starr trong các buổi ghi âm của Beatles (1964-1967) [20]
- D190
- D222 - một micrô động kép được sử dụng tại các hộp gửi hàng của quốc hội Anh
- D220
- D330 - chiếc "high-end dynamic vocal microphone" được ABBA sử dụng.
- D112 - chiếc "large diaphragm dynamic microphone", phổ biến cho trống bass và các nhạc cụ bass khác
- C12 - chiếc "valve condenser microphone" - phiên bản gốc hiện là một món đồ sưu tầm được bán với giá khoảng 10.000 đô la
- C12VR - "C12 VR là phiên bản nâng cao của C12 gốc, từ âm thanh viên nang đến ống chân không 6072A nguyên bản được làm thủ công cẩn thận tại Viên, Áo." [21]
- C214 - thiết bị ngưng tụ màng lớn với mẫu bán tải Cardioid duy nhất
- C414 - một tụ ngưng màng lớn với nhiều mẫu đón
- C451 - chiếc "small diaphragm condenser microphone", ban đầu được sản xuất từ những năm 1960 đến 1980, gần đây được phát hành lại
- C535 - chiếc "high-quality condenser vocal microphone". AKG đã chế tạo một chiếc mạ vàng cho Frank Sinatra.
- D409
- D5
- C1000 - a small diaphragm condenser
- C2000 - a side-address, small diaphragm condenser
- C3000 - a large diaphragm condenser
- SolidTube - (ngưng) một loại "large-diaphragm microphone", mô hình cực cardioid, có từ năm 1997. Sử dụng ống chân không, (ECC83 / 12AX7), trong đó có sẵn các phụ tùng, dẫn đến độ méo ở mức độ thấp có thể được coi là "độ ấm" tăng cường cho âm thanh. Nó có một công tắc nâng mặt đất trên nguồn điện, có thể hữu ích trong việc chống lại các vấn đề vòng lặp mặt đất. Phụ kiện tiêu chuẩn bao gồm giá treo kiểu nhện, màn hình bật lên và hộp đựng chắc chắn.[22]

## Tai nghe
AKG cũng sản xuất một loạt tai nghe có thông số kỹ thuật cao.
Mẫu K50, được giới thiệu vào năm 1959 là tai nghe siêu âm và mở ngược đầu tiên trên thế giới.
K1000 là mẫu xe hàng đầu, nhưng không còn được sản xuất. Đó là một tai nghe mở hoàn toàn độc đáo.
Mẫu flagship hiện tại cho dòng sản phẩm tai nghe AKG là K812.
K702 có dây có thể tháo rời và có màu đen, K701 có màu trắng. Q701 cũng có một cáp có thể tháo rời và có ba biến thể màu: trắng, đen và xanh lá chanh. Cả ba mô hình vẫn đang được sản xuất. Những chiếc K701 đã được sử dụng chủ yếu bởi các nhạc sĩ và kỹ thuật viên chuyên nghiệp trong các phòng thu âm.
Nhiều phòng thu âm hàng đầu sử dụng tai nghe AKG K240 như một giải pháp để sử dụng chung tốt nhất cho cả màn hình và phát lại. Họ đã nhận được sự nổi tiếng đặc biệt từ màn hình nổi bật của họ trong video âm nhạc năm 1985 của Eddie Murphy cho " Party All the Time " (có tính năng Màn hình K240).
Một mô hình đáng chú ý nhưng có thời gian tồn tại ngắn khác là K280 Parabolic - một tai nghe đa trình điều khiển tập trung sóng nén đến một điểm trung tâm trong chụp tai.
Cũng như tai nghe phòng thu, AKG cũng sản xuất một loạt tai nghe và tai nghe Hi-Fi để sử dụng trong nước. Một ứng dụng đáng chú ý bao gồm Samsung, công ty mẹ của họ sử dụng AKG để "điều chỉnh" tai nghe được trang bị các thiết bị hàng đầu gần đây nhất của Samsung, bắt đầu với Galaxy S8 và S8+, loa âm thanh nổi như Galaxy S9, S9+, S10E, S10+ và Note 9.

Năm 2017, mẫu Y50 đã được trao tặng Sản phẩm của năm cho tai nghe on-ear bởi tạp chí What Hi-Fi?. 

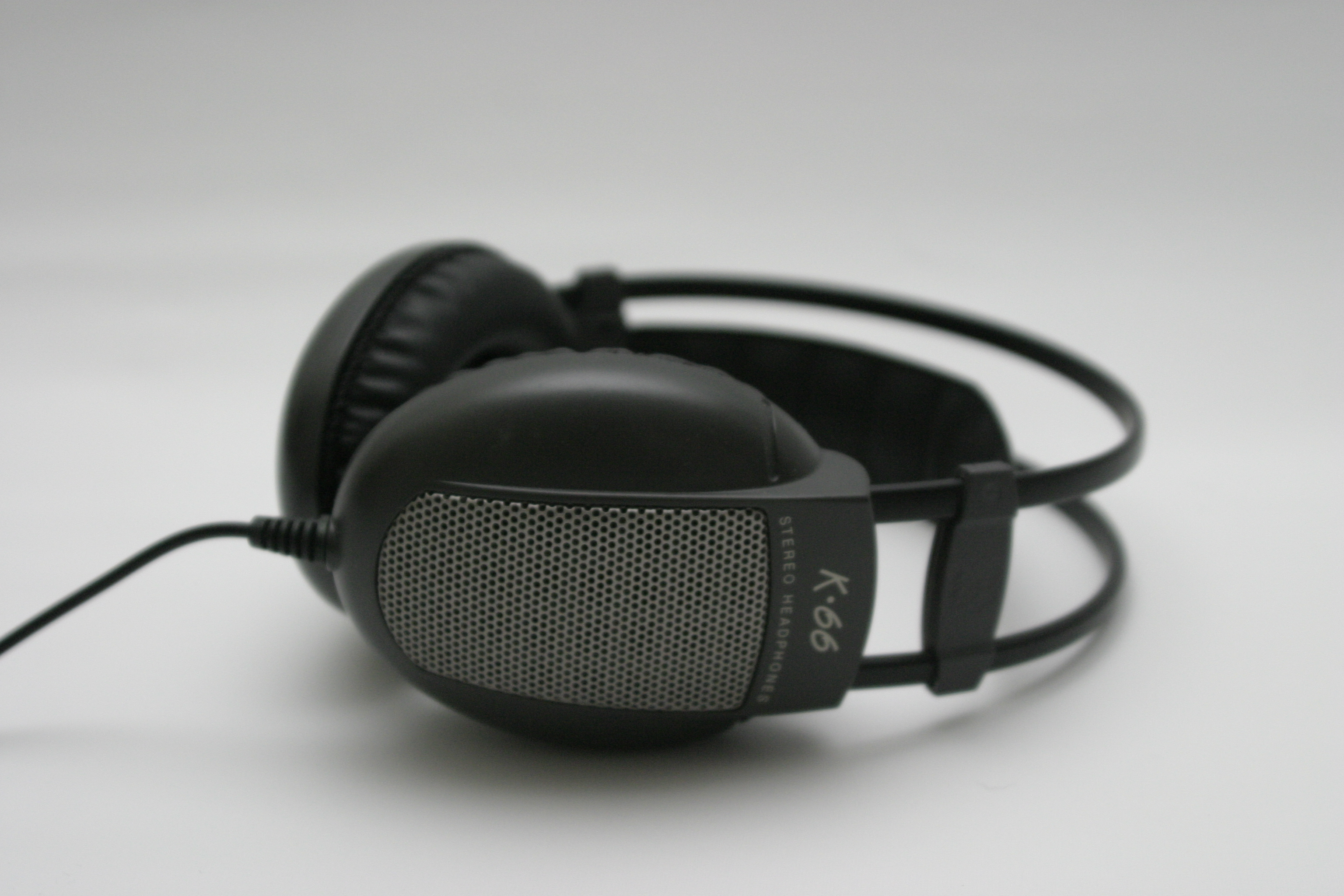
Tai nghe AKG Stereo K-66
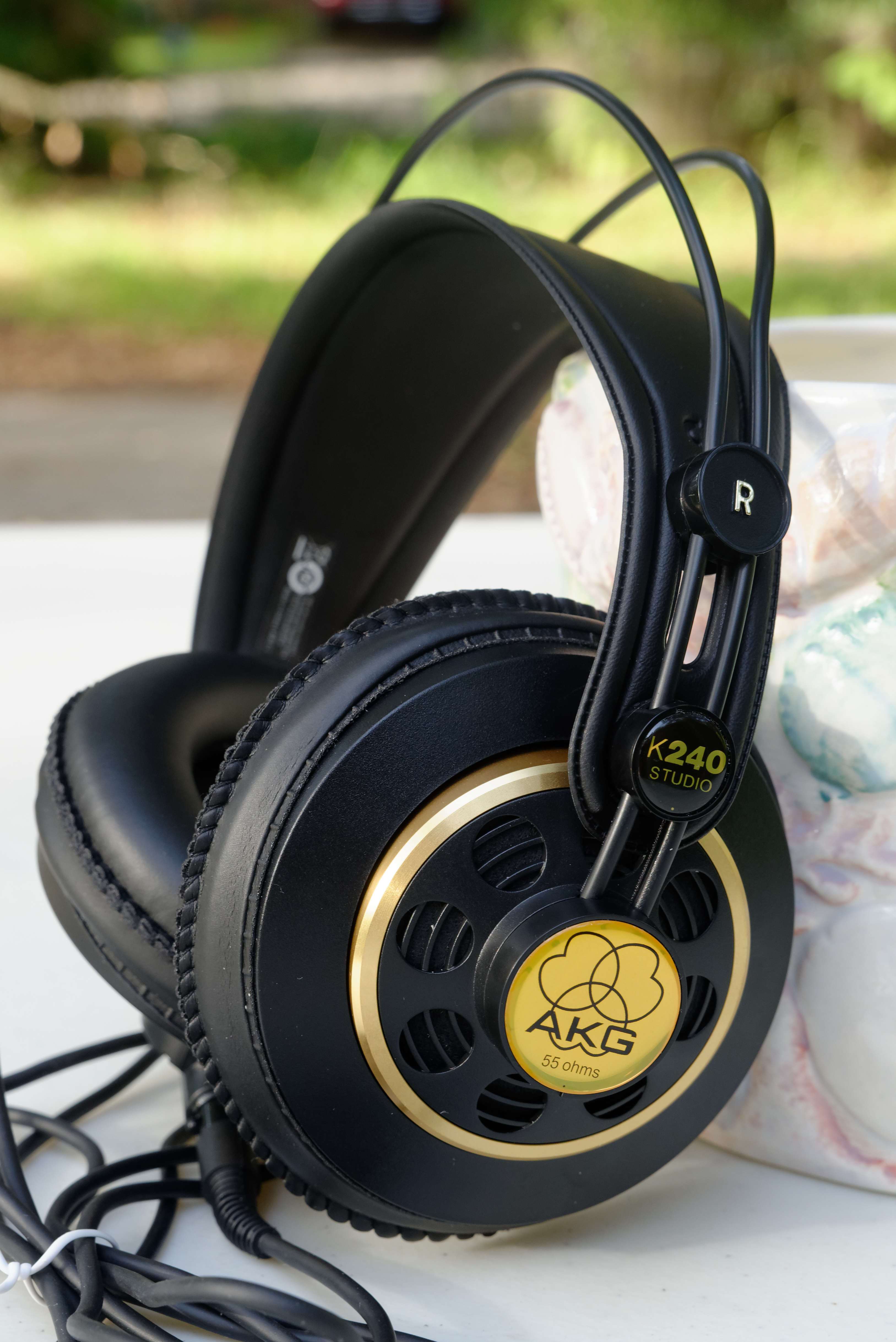
Tai nghe AKG K240
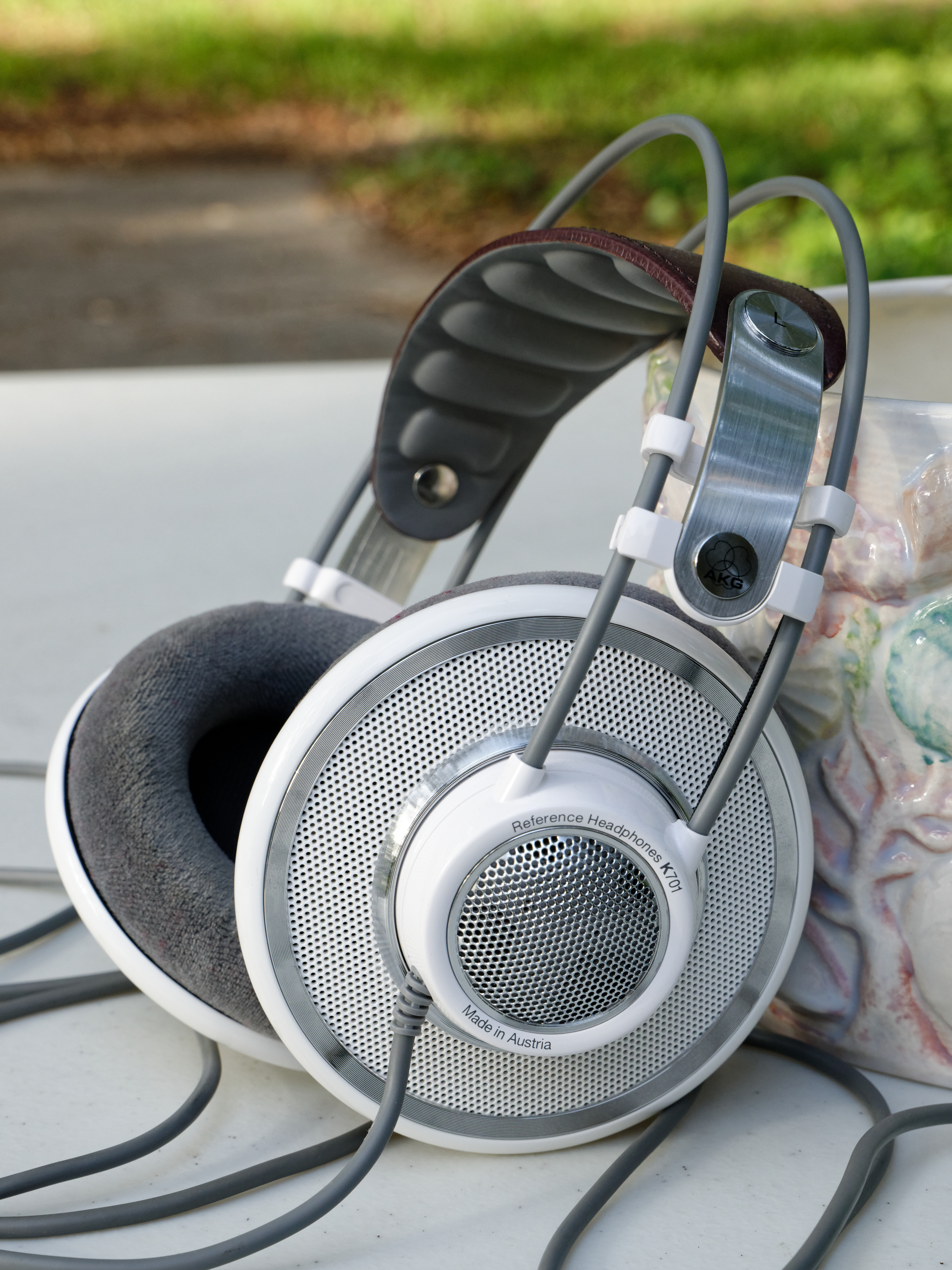
Tai nghe AKG K701